# Crinum politifolium
Crinum politifolium är en amaryllisväxtart som beskrevs av R.Wahlstr.. Crinum politifolium ingår i släktet Crinum, och familjen amaryllisväxter. Inga underarter finns listade i Catalogue of Life.